# Schlößlein (Waischenfeld)
Schlößlein ist ein Gemeindeteil der Stadt Waischenfeld im Landkreis Bayreuth (Oberfranken, Bayern). Schlößlein liegt in der Gemarkung Waischenfeld.

## Geografie
Die Einöde Schlößlein liegt im zentralen Teil der Fränkischen Schweiz und am oberen Lauf der Wiesent. Die Nachbarorte sind Nankendorf im Norden, Waischenfeld im Südosten, Gutenbiegen im Süden, Hubenberg im Südwesten und Breitenlesau im Nordwesten. Die Einöde ist von dem etwa einen Kilometer entfernten Waischenfeld aus über die Staatsstraße 2191 sowie eine kurze Stichstraße erreichbar, die bei Gutenbiegen von der Staatsstraße abzweigt.

## Geschichte
Schlößlein ist seit der mit dem bayerischen Gemeindeedikt von 1818 erfolgten Gemeindegründung ein Gemeindeteil der Stadt Waischenfeld. 1961 gab es in Schlößlein fünf Einwohner und ein Wohngebäude. Mittlerweile besteht die Einöde aus zwei Wohngebäuden.

## Baudenkmäler

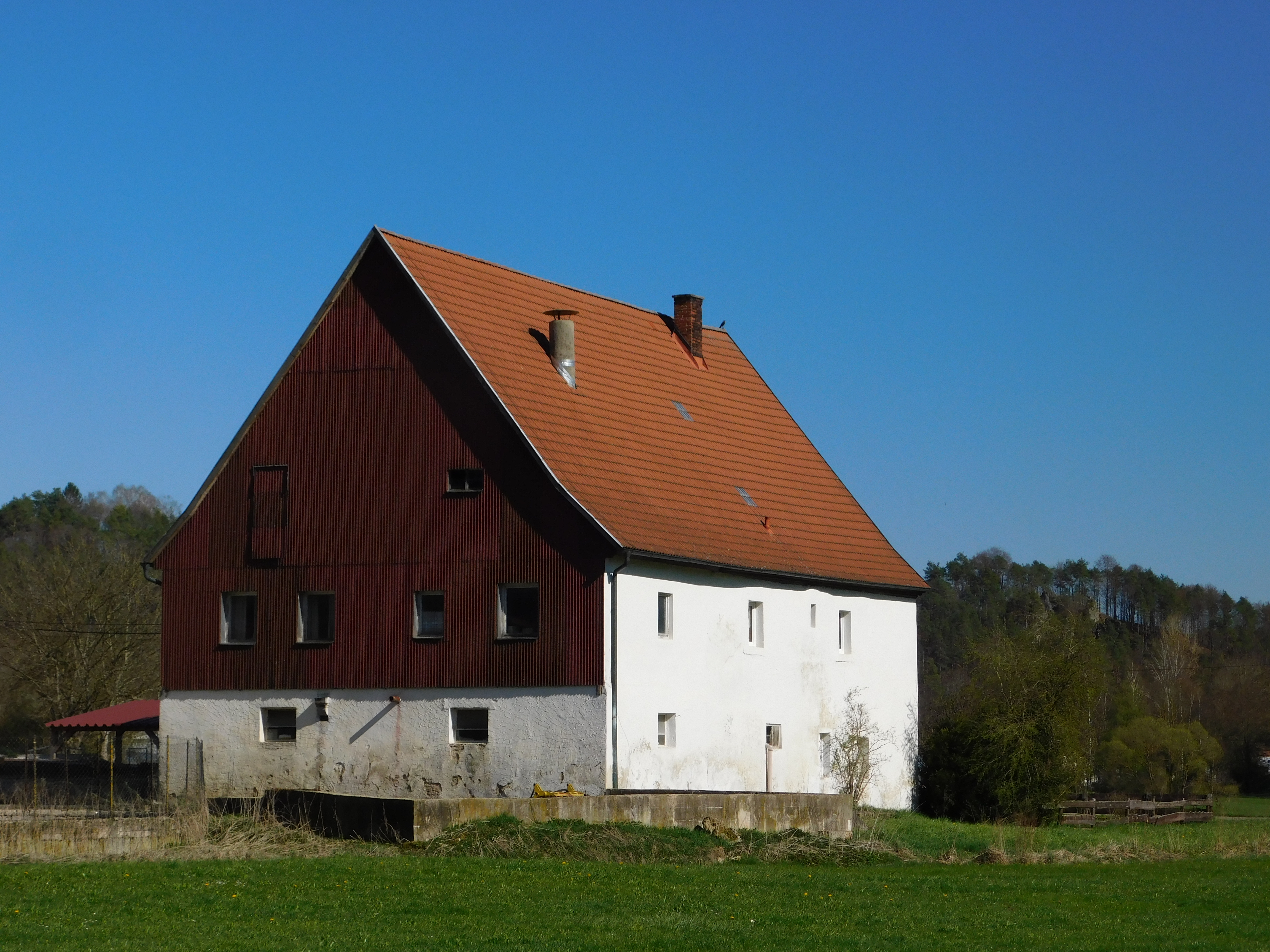
Ehemaliger Sitz eines Rittergutes, heute Wohnhaus eines Bauernhofs

Einziges Baudenkmal ist der ehemalige Sitz eines Rittergutes aus dem 17. Jahrhundert.